# Леки крайцери тип „Ла Галисионер“
Ла Галисионер (на френски: La Galissonniere) са серия леки крайцери на ВМС на Франция от времето на Втората световна война. Всичко от проекта за флота са построени 6 единици: „Ла Галисионер“ (на френски: La Galissonniere), „Жан дьо Виен“ (на френски: Jean de Vienne), „Жорж Лейг“ (на френски: Georges Leygues), „Глоар“ (на френски: Gloire), „Марсейез“ (на френски: Marseillaise) и „Монкалм“ (на френски: Montcalm). Това са най-удачните и многобройни леки крайцери на френския флот. Тяхно последващо развитие трябва да станат крайцерите от типа „Де Грас“.

## Разработка на проекта
След подписването на Римския пакт френският флот е принуден временно да прекрати строителството на тежки крайцери. Вместо това остава само да се развива линията на крайцерите от клас B по новата международна терминология, т.е. на леките крайцери. Идеята е развита в доклад на Техническия отдел на ВМС (на френски: Service Technique des Constructions et Armes Navales), представен на 30 юни 1930 г. На основата на този доклад Морския генерален щаб (на френски: Etat-Major General) приема на 21 юли 1931 г. решението за построяване на леки крайцери за замяната на остарелия тонаж на флота. Тъй като цифрата на тонажа съставлява около 43 000 тона, а крайцерите искат да са колкото е възможно повече на брой, е прието решението са се ограничи тяхната стандартна водоизместимост в лимита от 7600 тона. При това предстои да се избяга от признатата за невярна концепция на „Емил Бертин“ и да се строят балансирани кораби. Определено влияние за разработката на проекта оказват и строящите се в Италия леки крайцери от типовете „Дука д'Аоста“ и „Раймондо Монтекуколи“, при проектирането на които италианските корабостроители се опитват за сметка на снижение на скоростта да подобрят броневата защита.
Формулирани са следните изисквания:
- Стандартна водоизместимост – 7600 тона, нормална – 8214 тона;
- Бордовата броня трябва да осигурява защита на дистанция 9000 метра от 138 mm снаряди, а на дистанция 14 000 метра от 152 mm снаряди;
- Въоръжението трябва да включва девет 152 mm оръдия в триоръдейни кули, четири 90 mm оръдия в сдвоени установки, четири сдвоени 37 mm зенитни автомата, осем големокалибрени картечници, а също и два тритръбни 550 mm торпедни апарата;
- Крайцерите трябва да носят по четири хидросамолета;
- Скоростта на хода се определя от 31 възела при нормално натоварване;
- Далечината на плаване трябва да съставлява 3000 мили на ход от 18 възела при нормален запас гориво и 4000 мили при максимален[7].

Направените изчисления показват, че на зададените показатели за защитеност ще съответстват 105 mm броневи пояс, 38 mm бронирана палуба и 20 mm бронева противоторпедна преграда. В хода на проектирането се издига предложението да се усили защитата за сметка на увеличение на дебелината на броневата палуба до 80 mm, а на противоторпедната преграда до 60 mm, но те водят до увеличение на стандартната водоизместимост до 9000 тона, което е признато за неприемливо.
На 29 септември 1930 г. Техническият комитет на Морския генерален щаб разглежда въпроса за избора на силовата установка. Предложена е, но после е отхвърлена оригинална идея с тривална движителна установка, като средния гребен винт трябва да се върти от електродвигател с мощност 1000 к.с., което ще осигури 7 възлова скорост. В крайна сметка, Техническия комитет склонява към двувална паротурбинна установка, тъй като това носи снижение на теглото и увеличение на далечината на плаване, при намаляване на броя на машинната команда, макар и да се откупва с цената на влошаване на бойната живучест. Съставът на енергетичната установка е утвърден на 29 април 1931 г.
Поръчките за първите два крайцера на серията са дадени през 1931 г. На 27 октомври 1931 г. на арсенала на Брест е поръчан „Ла Галисионер“, а на 12 ноември 1931 г. арсенала на Лориан получава поръчката за „Жан дьо Виен“. Строителството на още четири единици е определено в корабостроителната програма за 1931 г., съгласно която всички четири крайцера са поръчани на частни компании на 11 юли 1933 г. Следва да се отбележи, че сроковете за строителството при частните предприятия се оказват доста по-къси, отколкото за държавните: 48 – 55 месеца против 60 – 70.
Съществува версия, че флотът планира да построи и седми крайцер от този тип, който трябва да бъде поръчан според програмата за 1933 г. и да се казва „Шаторено“, но на 6 септември 1933 г. поръчката на кораба е отказана. Към строителството на леки крайцери се връщат едва през 1937 г., когато са отделени средства за проектиране на нова серия крайцери – типа „Де Грас“.

## Конструкция

### Корпус и архитектура
Като цяло, проектът „Ла Галисионер“ става развитие на крайцера „Емил Бертин“, но по-здрав и по-добре защитен. Корпусните конструкции са направени от висококачествена стомана с якост 50 kg/mm², бронята се произвежда от стомана с високо съпротивление с якост 80 kg/mm². Корпусът на крайцера има полубак, заемащ около 40% от дължината на кораба. Носов бълб няма, но корабът получава транцева кърма, което трябва да облекчи операциите с хидросамолетите. Корпусът е набран по надлъжната схема, напречният набор се състои от 175 шпангоута с шпация от 1 метър. Двойно дъно има на протежение на по-голямата част от корпуса, от 13-ия до 158-ия шпангоут. Корпусът се разделен на 15 водонепроницаеми отсека. Непрекъснатите палуби са две – първа и главна, освен това има една платформа, наречена долна палуба.
Височината на корпуса от кила до горната палуба съставлява на мидъла 10,32 m. Височината на полубака е 2,25 m, на форщевена – 2,27 m. При нормална водоизместимост форщевенът се извисява над водата на 7,89 m, ахтерхщевена – на 5,54 m. Метацентричната височина при нормална водоизместимост се равнява на 1,1 m. Крайцерите от типа „Ла Галисионер“ се смятат за доста мореходни кораби. Даже при скорости над 30 възела те нямат вибрации и не дават големи пръски.
Разпределението на тегловите натоварвания при нормална водоизместимост изглежда по следния начин:
|                               | маса, t | в проценти |
| ----------------------------- | ------- | ---------- |
| Корпус                        | 2681,25 | 32,5 %     |
| Брониране на корпуса          | 1080,75 | 13,1 %     |
| Брониране на артилерията      | 379,5   | 4,6 %      |
| Брониране, всичко             | 1460,25 | 17,6 %     |
| Въоръжение                    | 1278,75 | 15,5 %     |
| Машинна установка             | 1369,5  | 16,6 %     |
| Оборудване и предмети на бита | 1080,75 | 13,1 %     |
| Гориво                        | 379,5   | 4,6 %      |
| Нормална водоизместимост      | 8250    | 100 %      |

#### Котвено устройство
Крайцерите имат три постоянни котви на Байерс (две по десния и една по левия борд), 1400-килограмова кърмова котва и два анкера с маса 1140 и 890 kg.

### Въоръжение

#### Главен калибър
Артилерията на главния калибър на крайцерите от типа „Ла Галисионер“ почти напълно повтаря „Емил Бертин“, с изключение на нейното подобрено брониране. При това това теглото на една кула нараства от 112 тона при „Емил Бертин“ до 172 тона при „Ла Галисионер“. Също са, в известна степен, увеличени ъглите на снижение на оръдията. Самите оръдия, конструкцията на кулите и системата за управление на огъня са неизменни. 152,4 mm оръдие M1930 е разработено на основата на 138,6 mm оръдия M1929, използвани на френските контраминоносци, и е предназначено специално за крайцерите от второ поколение. То има полуавтоматичен вертикален клинов затвор, въртящ се механизъм за зареждане, пружинен досилател. Спусковият механизъм е електромагнитен. Независимо от солидния калибър, оръдието има гилзово зареждане.
Артилерията на главния калибър е поместена в триоръдейни кули тип „Марин-Омкур“ образец 1930 г. Две кули се намират в носовата част на крайцерите, линейно-терасовидно, третата е на кърмата. Носовите кули имат ъгли на обстрел по 135° на борд, кърмовата – 145°. Самите оръдия са поместени в индивидуални люлки и имат ъгли на вертикално насочване от −7° до +45° за крайните кули и от −10° до +45° за издигнатата кула, но зареждането се осъществява при положение на стволовете от −5° до +15°. Насочването на кулите се осъществява дистанционно, с помощта на електрическа трансмисия. За доставка на боеприпасите всяка кула има по три снарядни и два зарядни елеватора. Общата вместимост на всички погреби съставлява 1500 изстрела за главния калибър, освен това, по седем изстрела могат да се съхраняват в кулите. В хода на войната крайцерите носят на борда си и по-голям брой боеприпаси, например, „Монкалм“ може да носи до 1850 изстрела.
Цикълът на стрелба съставлява 10 – 12 секунди, което е съгласувано с периода на люлеене на крайцерите. Това позволява да имат практическа скорострелност от 5 – 6 изстрела в минута на ствол. Максималната скорострелност сред крайцерите от типа „Ла Галисионер“ показва „Глоар“ на стрелби от 1938 г. – 9 изстрела в минута на ствол. През първите години на експлоатация, куполните установки на крайцерите страдат от множество неизправности, вследствие на което не могат да развият табличната си скорострелност. Така например, крайцерите от 4-та дивизия на учебни стрелби през 1939 г. показват средна скорострелност 3 изстрела в минута на ствол. Трябва да се преправят амбразурите на кулите с цел подобряване на тяхната херметичност. След това конструкцията на куполните установки започва да се оценява като напълно удачна.

#### Универсална артилерия
Зенитната артилерия за далечен бой е представена от 90 mm оръдията M1926. Конструкцията на оръдията включва полуавтоматичен затвор и автоматичен досилател за снарядите, което с оглед на унитарното зареждане осигурява теоретична скорострелност от 15 изстрела в минута, но при ъгли на възвишение над 60° темпът на стрелба съществено се снижава поради трудности в зареждането. Осем такива оръдия са поставени в сдвоени установки образец 1930 г. Броневата защита на установките се свежда до 5 mm щитове. Поставянето на установките побордно е недостатъчно обмислено, вследствие на което те имат ограничени ъгли на обстрел по носа и кърмата. Имат ъгли на възвишение от −5° до +80°.
За 90 mm оръдия има четири типа снаряди: фугасес с ударен взривател; фугасен с дистанционен взривател; осветителен; трасиращ. Основно се използват първите два. Нормалният боезапас на крайцерите съставлява 2400 фугасни и 200 осветителни снаряда, максималната вместимост е 3060 снаряда. За ускорение на стрелбата около всяка установка има кранец за 60 първи изстрела.
Управлението на зенитния огън на 90 mm оръдия се осъществява дистанционно, от два командно-далекомерни поста, намиращи се на крилата на носовия мостик. Те имат 3-метрови или 4-метрови далекомера SOM. Данните за стрелбата се изработват от два комплекта прибора за управление на зенитния огън образец 1930 г. На практика системата се показва като ненадеждна и принуждава персонала на зенитните установки да води огън на самоуправление.

#### Лека зенитна артилерия
В хода на проектирането се предполага, че крайцерите от типа „Ла Галисионер“ ще бъдат въоръжени с най-новите 37 mm зенитни автомати разработки на Шнайдер или Хочкис. Но изпитанията и на двете системи завършват неуспешно. В наличие има само 37 mm сдвоени полуавтоматични оръдия образец 1933 г. Считайки ги за неефективни, Морския генерален щаб предпочита да увеличи броя на 90 mm зенитки до осем, вместо планираните четири, а лекото зенитно въоръжение се ограничава до големокалибрени картечници.
Крайцерите носят по четири сдвоени установки R4 образец 1931 г., с 13,2 mm картечници „Хочкис“ образец 1929 г., разположени побордно, при носовата надстройка. Управлението на зенитно-картечния огън се осъществява с помощта на 1-метрови далекомери. Самата картечница е удовлетворително оръжие, макар и реалната му скорострелност да се снижава наполовина срещу техническата, заради използването на пълнителното подаване за 30 патрона. Обаче още в края на 1930-те години тя вече не съответства на задачите по борба с въздушни цели. Ограничената далечина на стрелбата и малкото разрушително действие на куршума не позволяват уверено да се нанасят решаващи повреди на атакуващите самолети преди използване на техните оръжия. Боевете на Втората световна война показват неефективността на големокалибрените картечници за защита на корабите.
| калибър, mm                           | 152,4        | 152,4        | 90      | 13,2  |
| дължина на ствола, калибра            | 55           | 55           | 50      | 76    |
| маса на оръдието, kg                  | 7780         | 7780         | 1620    | 19,5  |
| скорострелност, и/мин                 | 5 – 6        | 5 – 6        | 12 – 15 | 200   |
| тегло на снаряда, kg                  | 54,17 – 54,7 | 54,17 – 54,7 | 9,5     | 0,052 |
| начална скорост, m/s                  | 870          | 870          | 850     | 800   |
| максимална далечина на стрелбата, m   | 26 474       | 26 474       | 15 600  | 7200  |
| максимална досегаемост по височина, m | –            | –            | 10 600  | 1500  |

### Брониране
Броневата защита на крайцерите от типа „Ла Галисионер“ става най-важната част на проекта и се счита за една от най-добрите в своя клас. Основата на бордовото брониране става поясът с дебелина 105 mm, който изтънява надолу до 60 mm. Поясът е между 46 и 122-рия шпангоути и защитава енергетичната установка, а също отсеците на централния пост. По диаметралната плоскост поясът се затваря отпред и отзад от траверси с променлива дебелина – от 60 mm до 20 mm. По-нататък, на носа и кърмата, височината на пояса намалява на 2 m, но дебелината си остава непроменена. Така се осигурява икономична защита за артилерийските погреби. Тези участъци също са затворени с траверси дебели 60 – 20 mm. Освен това, зад бронирания пояс по двата борда има бронирани прегради с дебелина 20 mm. Те трябва да улавят осколките, а също да изпълняват ролята на противоторпедна защита. Цитаделата се затваря отгоре с бронираната палуба дебела 38 mm.
Кулите на артилерията на главния калибър имат диференцирано брониране. Дебелината на фронталната плоча е 100 mm, страничните – 50 mm, тилната – 40 mm, покривът е дебел 50 мм. Барбетите на кулите имат променлива дебелина – 95 mm над горната палуба и 70 mm под нея. Също различна е защитата на бойната рубка – 95 mm по периметъра, 50 mm – покрив, 25 mm – под. Под нея е разположена комуникационната тръба, защитена от 45 mm броня и свързваща бойната рубка с централния пост. Димоходите получават 26 mm бронева защита, вентилационните шахти – 20-милиметрова. Рулевата машина има кутийна защита с дебелина на бронираните стени 18 – 26 mm. Общото тегло на бронята съставлява 24% от стандартната водоизместимост на крайцерите.

### Енергетична установка
В рамките на концепцията за усилване на защитата за сметка на скоростта при проекта „Ла Галисионер“ избират двувална паротурбинна установка. За сметка на намаляване на мощността в сравнение с „Емил Бертин“ се получава икономия в теглото от 80 тона, увеличава се далечината на плаване и се съкращава броя на машинната команда с 18 души. Освен това, по-компактното машинно отделение позволява да се разтоварят краищата и да се постави в корпуса противоторпедна бронева преграда.
Енергетичната установка е на ешелонен принцип, с две котелни и две машинни отделения. Парата за турбините се изработва от четири тънкотръбни котела система Indret. Работното налягане на парата е 27 kgf/cm² (26,6 atm.), температурата – 325 °C. Крайцерите носят турбини от два типа: „Ла Галисионер“, „Жан дьо Виен“ и „Глоар“ получават агрегати Rateau Bretagne; „Жорж Лейг“, „Марсейез“ и „Монкалм“ – турбини Parsons. Турбините от тези типове имат различни деталайли на конструкцията. Освен това, в хода на експлоатацията става ясно, че агрегатите Rateau Bretagne са доста по-надеждни, отколкото Parsons.
Главните турбини на крайцерите имат проектна мощност 88 000 к.с., допуска се кратковременно форсиране до 97 000 к.с. Освен главните турбини, в състава на агрегатите и от двата типа влизат и турбини за икономичния ход, с мощност по 10 500 – 11 000 к.с. и турбини за заден ход, с мощност по 23 000 к.с. Движителите са трилопастни винтове, направени от здрав месинг, техният диаметър се колебае от 4,5 до 4,62 m при различните крайцери. Макар крайцерите да трябва да имат проектна скорост от 31 възела, на изпитанията всички те с лекота надвишават тази стойност. „Ла Галисионер“ показва 35,42 възела, „Марсейез“ – 34,98 възела, а най-бързоходен се оказва „Глоар“, който ускорява до 36,93 възела. В хода на службата си всички крайцери уверено поддържат скорост от 31 възела.
Горивото се съхранява в отсеци в второто дъно, в 19 цистерни. Общият им обем е 1569 m³, впоследствие този показател е увеличен. Разчетната далечина на плаване достига следните показатели: 7000 мили при скорост 12 възела; 6800 мили при скорост 14 възела; 5500 мили при скорост 18 възела; 1650 мили при скорост 34 възела. Реалните изпитания на крайцера „Марсейез“ показват, че запасът гориво от 1500 тона му стига за 1590 мили, при скорост 34,9 възела. Паротурбинните агрегати изискват значително време, за да започнат работа. Преходът от студено състояние в положение за начало на движението изисква 4,5 часа. При екстремни случаи това време може да се съкрати до 3 часа, но с риск от аварии.

### Екипаж
По щат в мирно време екипажът е 557 души: 31 офицера, 9 главни старшини, 84 старшини, 430 матроса, 2 граждански специалиста. По щатовете за военно време екипажа назраства до 690 души: 42 офицера, 110 старшини, 538 матросова. Фактически, на крайцерите „Марсейез“ и „Жан дьо Виен“ през 1941 г. служат по 612 души, в т.ч. 32 офицера.
Модернизациите на крайцерите през 1943 г. водят до увеличение на екипажите, преди всичко за сметка на персонала на леката зенитна артилерия. Така щатът за военно време наброява 764 души, в т.ч. 32 офицера, в мирно время той се съкращава до 674 души. Реално, например на крайцера „Глоар“ през 1945 г., служат 772 души: 33 офицера, 107 старшини, 624 матроса и 8 представители на британския флот, осигуряващо свръзките.

## История на службата
| Име             | Корабостроителница                     | Дата на залагане     | Дата спускане на вода | Влизане в строй     | забележки |
| --------------- | -------------------------------------- | -------------------- | --------------------- | ------------------- | --- |
| „Ла Галисионер“ | Arsenal de Brest                       | 15 декември 1931 г.  | 18 ноември 1933 г.    | 1 април 1936 г.     | Потопен в Тулон на 27 ноември 1942 г., изключен от състава на флота на 13 декември 1946 г. и продаден за скрап |
| „Жан дьо Виен“  | Arsenal de Lorient                     | 20 декември 1931 г.  | 31 юли 1935 г.        | 10 февруари 1937 г. | потопен в Тулон 27 ноември 1942 г., изключен от състава на флота на 13 декември 1946 г. и продаден за скрап    |
| „Жорж Лейг“     | Chantiers de Penhoët                   | 21 септември 1933 г. | 24 март 1936 г.       | 15 октомври 1937 г. | 17 декември 1959 г. изключен от състава на флота и продаден за скрап                                           |
| „Марсейез“      | Ateliers et Chantiers de la Loire      | 23 октомври 1933 г.  | 17 юли 1935 г.        | 10 октомври 1937 г. | Унищожен от екипажа в Тулон на 27 ноември 1942 г., продаден за скрап през 1946 г.                              |
| „Глоар“         | Forges et Chantiers de la Gironde      | 13 ноември 1933 г.   | 28 септември 1935 г.  | 15 ноември 1937 г.  | 2 януари 1958 г. изключен от състава на флота и продаден за скрап                                              |
| „Монкалм“       | Forges et Chantiers de la Méditerranée | 15 ноември 1933 г.   | 26 октомври 1935 г.   | 15 ноември 1937 г.  | 31 декември 1969 г. изключен от състава на флота и продаден за скрап                                           |

### „Ла Галисионер“
Веднага след влизането си в строй започва да действа в Средиземно море, в състава на 2-ри дивизион на леките сили. През октомври 1937 г. е включен в състава на 3-та дивизия крайцери на Средиземноморския флот и се базира в Тулон. След реорганизацията на френските ВМС, през юли 1939 г., 3-та дивизия влиза в състава на 4-та ескадра, наречена също Леки ударни сили на Средиземно море (на френски: Forces legeres d'attaque en Mediterranee) и базиращи се в Бизерта.
След капитулацията на Франция „Ла Галисионер“ в състава на 3-та дивизия крайцери е включен в Съединението на Откритото море (на френски: Forces de Haute Mer), сформирано на 25 септември 1940 г. от най-боеспособните кораби на флота и базиращо се в Тулон. Деятелността на това съединение крайно ограничена, както поради ограничения наложени от немска страна, така и поради дефицит за гориво.
На 27 ноември 1942 г. към момента на окупацията от немски войски на Южна Франция, „Ла Галисионер“ се намира в Тулон, в док № 3. Корабът е с непълен екипаж. Въпреки това, екипажът успява да потопи крайцера направо в дока, така че той ляга на десния си борд. Скоро след това, откакто на 3 декември 1942 г. немските власти объявяват всички френски кораби за конфискувани, италианската страна постига предаването на по-голямата част от потопените френски кораби под италиански контрол. В тяхното число е и „Ла Галисионер“. Той е признат за пригоден за възстановяване, присвояват му номер FR-12 и на 20 януари 1943 г. италианските спасители пристъпват към работите по изваждане на крайцера. „Ла Галисионер“ е изваден на 9 март 1943 г., след което е изведен на рейда на Тулон. Крайцерът трябва да отиде в Италия за ремонт, датата за отплаването е 11 юли 1943 г. Но саботаж на французите води до това, че към 9 септември 1943 г., когато Италия сключва примирие с Съюзниците, френските кораби, включая и „Ла Галисионер“, си остават в Тулон.
На 24 ноември 1943 г. в хода на нападение на съюзната авиация над Тулон, „Ла Галисионер“ получава леки повреди. На 1 април 1944 г. немските власти разрешават на режима на Виши да вземе някои от френските кораби под своя охрана. На 12 май 1944 г. френски караул заема „Ла Галисионер“. През юни 1944 г. крайцерът, заедно с ред други кораби, е отбуксиран в Карантинния залив. Но на 31 август 1944 г. „Ла Галисионер“ е потопен от американски бомбардировачи B-25 и потъва на дълбочина 10 m.
Работите по изваждане на потъналите френски кораби започват след десанта на Съюзниците в Южна Франция. „Ла Галисионер“ е изваден до края на 1945 г., но е признат за непригоден за възстановяване. На 13 декември 1946 г. крайцерът е изключен от състава на флота, но той си остава на вода. През 1954 г. му е присвоен номерът Q-43. На 5 април 1955 г. „Ла Галисионер“ е продаден за скрап за 146 милиона франка и е разкомплектован през 1956 г.

### „Жан дьо Виен“
След влизането си в строй е, през ноември 1937 г., включен в състава на 3-та дивизия крайцери на Средиземноморския флот и се базира в Тулон. След реорганизацията на френските ВМС, през юли 1939 г., 3-та дивизия влиза в състава на 4-та ескадра, наречена и Леки ударни сили на Средиземно море и базираща се в Бизерта.
На 27 ноември 1942 г. „Жан дьо Виен“ се намира в Тулон, в док № 1. След появата на немските войски на територията на порта, екипажа потопява своя кораб направо в дока, където той ляга на почти равен кил. Екипажът разбива чупливото оборудване, но не успява да задейства подривните заряди. След предаването от немците на правата над френските кораби на италианците, последните се заемат с изваждането им. „Жан дьо Виен“ получава номера FR-11 и е изваден на 18 февруари 1943 г., а на 3 април 1943 г. е изведен на рейда на Тулон. Крайцерът трябва да отиде в Италия за ремонт, а датата на тръгване е 11 юли 1943 г. Но саботаж на французите води до това, че към 9 септември 1943 г., когато Италия сключва примирие със Съюзниците, френските кораби, включая „Жан дьо Виен“, си остават в Тулон.
На 24 ноември 1943 г. по време на нападение на съюзната авиация над Тулон, „Жан дьо Виен“ получава попадения от две авиобомби и започва да поема вода. В нощта на 25 ноември 1943 г. той потъва при причала, като носовата част остава на повърхността. Към работите по изваждането на „Жан дьо Виен“ пристъпват в пролетта на 1945 г., но успяват да го извадят едва на 27 ноември 1945 г. На 13 декември 1946 г. крайцерът е изключен от състава на флота, а през 1948 г. неговите останки са продадени за скрап.

### „Жорж Лейг“
След влизането в строй, ноември 1937 г., „Жорж Лейг“ е включен в състава на 4-та дивизия крайцери на Атлантическия флот. На 1 декември 1937 г. крайцерът, заедно с други кораби на дивизията, отплава от Брест и извършва тримесечен поход за Далечния Изток и на 14 март 1938 г. се връща във Франция. През нощта на 8 февруари 1939 г., в хода на маневри на Атлантическия флот, „Жорж Лейг“ в тъмнината таранира контраминоносеца „Бизон“. Крайцерът има незначителни повреди и на свой ход отплава за Брест, след което за кратко се ремонтира в Сен-Назер. „Бизон“ получава тежки повреди, лишава се от носовата част, загиват 18 души. от 1 юли 1939 г. 4-та дивизия влиза в състава на Рейдерското съединение (на френски: Force de Raid), базиращо се в Брест.
След капитулацията на Франция 4-та дивизия крайцери в състав „Жоржа Лейг“ „Монкалма“ и „Глоар“ се базира в Тулон. На 27 август 1940 г. е издадена заповед за формиране на съединение „Y“, в което влизат 4-та дивизия и 10-и дивизион на контраминоносците от типа „Ле Терибл“. На 9 септември 1940 г. съединението излиза в морето и на 11 септември преминава през Гибралтарския пролив без съпротива от страна на британския флот и на същия ден пристига в Казабланка. След попълване на запасите крайцерите отплават на 12 септември 1940 г. от Казабланка и независимо от опитите за прехващането им от страна на британците на 14 септември 1940 г. достигат Дакар. След пристигането в Дакар крайцерите от 4-та дивизия са насочени към Либревил, за където отплават на 18 септември 1940 г., но поради противодействия на британските сили са принудени да се върнат в Дакар на 20 септември 1940 г.
На 23 – 25 септември 1940 г. „Жорж Лейг“ участва в отбраната на Дакар против британския флот. Заедно с „Монкалм“ той маневрира на външния рейд на Дакар, обстрелвайки британските кораби. На 24 септември „Жорж Лейг“ постига две попадения с главния калибър в линкора „Баръм“, но не причинява сериозни повреди. В течение на 24 – 25 септември 1940 г. „Жорж Лейг“ нееднократно е подложен на обстрел от британските линкори и тежки крайцери, но не получава нито едно попадение. На 28 октомври 1940 г. съединение „Y“ е преименувано на 4-та ескадра, в състава на която влиза и „Жорж Лейг“. В течение на 1941 – 1942 година крайцера нееднократно излиза в морето заедно с другите кораби на ескадрата за действия по защитата на френското корабоплаване. През август 1941 г. „Жорж Лейг“ доставя от Дакар в Казабланка 100 тона злато.

### „Марсейез“
След влизането в строй през ноември 1937 г. е включен в състава на 3-та дивизия крайцери на Средиземноморския флот и се базира в Тулон. След реорганизацията на френските ВМС, 3-та дивизия влиза в състава на 4-та ескадра, наречена още Леки ударни сили на Средиземно море и се базира в Бизерта.
След капитулацията на Франция „Марсейез“ в състава на 3-та дивизия крайцери е включен в Съединението на Откритото море, сформирано на 25 септември 1940 г. от най-боеспособните кораби на флота. Дейността на това съединение е крайно ограничена, както от немската страна, така и поради липса на гориво.
На 27 ноември 1942 года „Марсейез“ се намира в Тулон, където се намира на пирса, редом с тежкия крайцер „Алжери“. Получавайки заповедта за унищожаване на кораба, командира на крайцера заповядва да се детонират минните заряди. В резултат на взривовете са разрушени котлите, турбините и артилерията на главния калибър, а самия кораб потъва с крен на левия борд. Пожара на борда продължава с нови взривове и спира едва на 3 декември 1942 г. Разрушеният кораб, предаден на италианците, вече не подлежи на възстановяване. Към работите по неговото разкомплектоване те пристъпват през април 1943 г., но сключването на примирието на Италия със Съюзниците прекъсва това. Останките на кораба са допълнително разрушени в хода на нападенията на съюзната авиация на Тулон. Останките на крайцера са извадени вече след края на войната, на 8 април 1946 г. и са предадени за скрап.

### „Глоар“
След влизането в строй през ноември 1937 г., „Глоар“ е включен в състава на 4-та дивизия крайцери на Атлантическия флот. На 1 декември 1937 г. крайцера заедно с други кораби на дивизията отплава от Брест и прави тримесечен поход към Далечния Изток и на 14 март 1938 г. се връща във Франция. От 1 юли 1939 г. 4-та дивизия влиза в състава на Рейдерското съединение, базиращо се в Брест.
Към момента на излизането на Франция от войната, 4-та дивизия, в т.ч. и „Глоар“, се намира в Алжир. Макар операция „Катапулт“, провеждаща се от 3 юни 1940 г., от британския флот, да не касае Алжир, командването на френските ВМС заповядва на всички крайцери и контраминоносци, намиращи се в този порт незабавно да излязат в морето и да плават към Оран. След откриването на съединението от британската авиация, курсът е сменен, след което всички крайцери вечерта на 4 юни 1940 г. пристигат в Тулон.
През септември 1940 г. „Глоар“ в състава на съединение „Y“ участва в похода през Атлантика, имащ за цел достигането на Либревил. Поради заплашителните действия на британския флот опитЪТ е неуспешен, а на „Глоар“ на 19 септември 1940 г. в хода на бягството от британските крайцери на пълен ход се случва авария в машинното отделение. Скоростта на кораба рязко пада, екипажЪТ даже се приготовя да потопи крайцера в случай на необходимост, но, в крайна сметка, „Глоар“ успява да достигне до Казабланка, на 24 септември 1940 г. Ремонтът на крайцера в Казабланка продължава до 22 март 1941 г., след което той преминава в Дакар. В течение на пролетта-есента на 1941 г. „Глоар“ участва в ред конвойни операции на френския флот в Атлантика. Впоследствие, заради на ограниченото гориво, корабите, базиращи се в Дакар, рядко излизат в морето задълго, но през март—април 1942 г. „Глоар“ превозва 75 тона злато от Дакар в Казабланка. След ремонт той се връща на 12 юли 1942 г. в Дакар. През септември 1942 г. крайцерът участва в спасяването на екипажа и пътници от британския лайнер „Лакония“, потопен от немска подводница. В хода на издирвателната операция „Глоар“ приема на борда, а после доставя в Казабланка 1041 души от намиращите се на „Лакония“.
След преминаване под комадване на властите на Сражаваща се Франция, крайцерите на 4-та дивизия от началото на 1943 г. започват да се привличат към патрулни операции в Централния Атлантик. В течение на 1943 г. „Глоар“ има с тази цел 9 океански похода, без периода на модернизация, която той има от 22 юни до 7 ноември 1943 г. в Ню Йорк. На 16 януари 1944 г. „Глоар“ преминава в Средиземно море, където на 3 – 4 февруари 1944 г. оказва огнева поддръжка на британските сухопътни войски, водещи боеве при Анцио в Италия. После, във втората половина на февруари 1944 г. крайцера превозва войски от Северна Африка в Неапол. От 27 април до 17 юни „Глоар“ се ремонтира в Алжир.
През август 1944 г. „Глоар“ участва в десанта на Съюзниците в Южна Франция, поддържвайки с огън десантните операции. „Глоар“ е включен в състава на десантното съединение TF-84 Alfa. От 15 до 28 август 1944 г. крайцерът изразходва около 2000 снаряда на главния калибър, при обстрел над брегови цели.. На 13 септември 1944 г. „Глоар“ заедно с други френски крайцери пристига в Тулон.
На 1 февруари 1955 г. „Глоар“ е изваден в резерва и на 1 ноември същата година е разоръжен. На 5 ноември 1956 г. крайцерът е преведен в резерва категория „B“. На 2 януари 1958 г. „Глоар“ е изваден от състава на флота, след което вече се числи под номер Q-101. На 7 ноември 1958 г. кораба е продаден за скрап.

### „Монкалм“
След влизането в строй през ноември 1937 г., „Монкалм“ е включен в състава на 4-та дивизия крайцери на Атлантическия флот. На 1 декември 1937 г. крайцерът, заедно с други кораби на дивизията, отплава от Брест и прави тримесечен поход за Далечния Изток и на 14 март 1938 г. се връща във Франция. Лятото на 1938 г. представлява Франция на Световното изложение в Ню Йорк, през същата година участва в парада на флота в Кале, по случай визитата на британския монарх Джордж VI във Франция. От 1 юли 1939 г. 4-та дивизия влиза в състава на Рейдерското съединение, базиращо се в Брест.
С началото на Втората световна война „Монкалм“ активно действа в състава на Рейдерското съединение. През октомври 1939 г. той участва в прикритие на два конвоя. През ноември същата година „Монкалм“ в състава на съединението действа в операции по издирване на немските линейни крайцери „Шарнхорст“ и „Гнайзенау“. Плаването протича в Северно море в условията на силен щорм, в резултат на което „Монкалм“ получава повреди и е изпратен за ремонт в Шербур. През май 1940 г. „Монкалм“ действа при бреговете на Норвегия, подсигурявайки евакуацията на войските на Съюзниците от Намсос. В хода на операциите крайцера е подлаган на атаки на пикиращи бомбардировачи Ju-87, но не получава преки попадения.
На 4 март 1957 г. „Монкалм“ е изваден в резерв, а през юли 1959 г. е отбуксиран в Тулон, където се използва като плаваща казарма. На 1 юни 1961 г. крайцерът е преведен в резерва категория „B“. На 31 декември 1969 г. „Монкалм“ е изваден от състава на флота, след което той се числи под номера Q-457. На 21 май 1970 г. кораба е продаден за скрап.

## Оценка на проекта
В предвоенния период леките крайцери от типа „Ла Галисионер“ се разглеждат от военноморските аналитици като почти идеалните кораби на своя клас. С умерена водоизместимост, те са доста балансирани по своите основни характеристики. Сравнявайки типа „Ла Галисионер“ с неговите потенциални противници, може да се отбележи, че френските крайцери изглеждат много добре на техния фон. Немските леки крайцери се отличават със слаба конструкция, което предопределя тяхната ниска мореходност. Броневата им защита е слаба, а 150 mm оръдия стрелят с чувствително по-леки снаряди.
Италианските леки крайцери от последните серии на хартия изглеждат добре. В тях конструкторите се оттеглят от порочния залог на високата скорост в ущърб на останалите характеристики, ярко изразена в проектите „Алберико ди Барбиано“ и „Луиджи Кадорна“. Последните серии на италианските „кондотиери“ са сравнително балансирани кораби, а крайцерите от типа „Дука дели Абруци“ даже се причисляват към най-добрите в своя клас, но много лошите характеристики на артилерията на главния калибър на италианските кораби, даваща огромно разсейване при залп, рязко обезценяват бойното им значение. При това, „ла Галисионерите“ и на хартия имат превъзходство по болшинството характеристики, не отстъпвайки на „италианците“ и по скорост на вълнение. Като цяло, крайцерите от типа „Ла Галисионер“ хармонично съчетават в себе си настъпателните и отбранителните качества при достатъчно скромна стойност.
| Сравнителни ТТХ на „Ла Галисионер“ и неговите потенциални противници | Сравнителни ТТХ на „Ла Галисионер“ и неговите потенциални противници | Сравнителни ТТХ на „Ла Галисионер“ и неговите потенциални противници | Сравнителни ТТХ на „Ла Галисионер“ и неговите потенциални противници | Сравнителни ТТХ на „Ла Галисионер“ и неговите потенциални противници | Сравнителни ТТХ на „Ла Галисионер“ и неговите потенциални противници | Сравнителни ТТХ на „Ла Галисионер“ и неговите потенциални противници | Сравнителни ТТХ на „Ла Галисионер“ и неговите потенциални противници |
| Основни елементи                                                     | „Ла Галисионер“                                                      | Италия „Раймондо Монтекуколи“                                        | Италия „Дука д'Аоста“                                                | Италия „Дука дели Абруци“                                            | тип „К“                                                              | „Лайпциг“                                                            | „Нюрнберг (лек крайцер, 1934)“                                       |
| -------------------------------------------------------------------- | -------------------------------------------------------------------- | -------------------------------------------------------------------- | -------------------------------------------------------------------- | -------------------------------------------------------------------- | -------------------------------------------------------------------- | -------------------------------------------------------------------- | -------------------------------------------------------------------- |
| Водоизместимост, стандартна/пълна, t                                 | 7600/9100                                                            | 7431/8853                                                            | 8317/10 374                                                          | 9050/11 346                                                          | 6650/8130                                                            | 6515/8250                                                            | 7037/8897                                                            |
| Съдова енергетична установка, к.с.                                   | 84 000                                                               | 106 000                                                              | 110 000                                                              | 100 000                                                              | 65 000                                                               | 72 600                                                               | 72 600                                                               |
| Максимална скорост, възела                                           | 31                                                                   | 37                                                                   | 36,5                                                                 | 34                                                                   | 32                                                                   | 32                                                                   | 32                                                                   |
| Далечина на плаване, мили на скорост, възела                         | 5500 (18)                                                            | 4122 (18)                                                            | 3900 (14)                                                            | 5360 (14)                                                            | 3100 (13)                                                            | 3780 (15)                                                            | 3280 (15)                                                            |
| Артилерия на главния калибър                                         | 3×3 – 152 mm                                                         | 4×2 – 152 mm                                                         | 4×2 – 152 mm                                                         | 2×2 и 2×3 – 152 mm                                                   | 3×3 – 150 mm                                                         | 3×3 – 150 mm                                                         | 3×3 – 150 mm                                                         |
| Универсална артилерия                                                | 4×2 – 90 mm                                                          | 3×2 – 100 mm                                                         | 3×2 – 100 mm                                                         | 4×2 – 100 mm                                                         | 3×2 – 88 mm                                                          | 3×2 – 88 mm                                                          | 4×2 – 88 mm                                                          |
| Лека зенитна артилерия                                               | 4×2 – 13,2 mm                                                        | 4×2 – 37 mm, 4×2 – 13,2 mm                                           | 4×2 – 37 mm, 6×2 – 13,2 mm                                           | 4×2 – 37 mm, 4×2 – 13,2 mm                                           | 4×2 – 37 mm, 4×1 – 20 mm                                             | 4×2 – 37 mm, 4×1 – 20 mm                                             | 4×2 – 37 mm, 4×1 – 20 mm                                             |
| Торпедно въоръжение                                                  | 2×2 – 550 mm ТА                                                      | 2×2 – 533 mm ТА                                                      | 2×3 – 533 mm ТА                                                      | 2×3 – 533 mm ТА                                                      | 4×3 – 533 mm ТА                                                      | 4×3 – 533 mm ТА                                                      | 4×3 – 533 mm                                                         |
| Брониране, mm                                                        | Борд– 105+20, палуба– 38, кули – 100, рубка– 95                      | Борд – 60+30, палуба – 30, кули – 70, рубка – 100                    | Борд – 70+30, палуба – 35, кули – 90, рубка – 100                    | Борд – 30+100, палуба – 15+40, кули – 135, рубка – 140               | Борд – 50+15, палуба – 40, кули – 30, рубка – 100                    | Борд – 50, палуба – 25, кули – 30, рубка – 100                       | Борд – 50, палуба – 25, кули – 80, рубка – 100                       |
| Екипаж, души                                                         | 674                                                                  | 648                                                                  | 694                                                                  | 850                                                                  | 850                                                                  | 850                                                                  | 896                                                                  |

Към числото на явните недостатъци на „ла Галисионерите“ следва да се отнесат само проблемите с надеждността на силовите установки с турбините система „Рато“ и много слабата система за ПВО на близката зона. Отказът от зенитни автомати прави крайцерите практически беззащитни пред каквато и да е сериозна атака по въздуха. За щастие на тези кораби, в своя първоначален вид те не е необходимо да изпитват мощни въздушни атаки, а след поставянето на солидни зенитни батареи „бофорси“ и „ерликони“, тяхната система започва да отговаря на минималните изисквания на Втората световна война.